# Hipselosaure

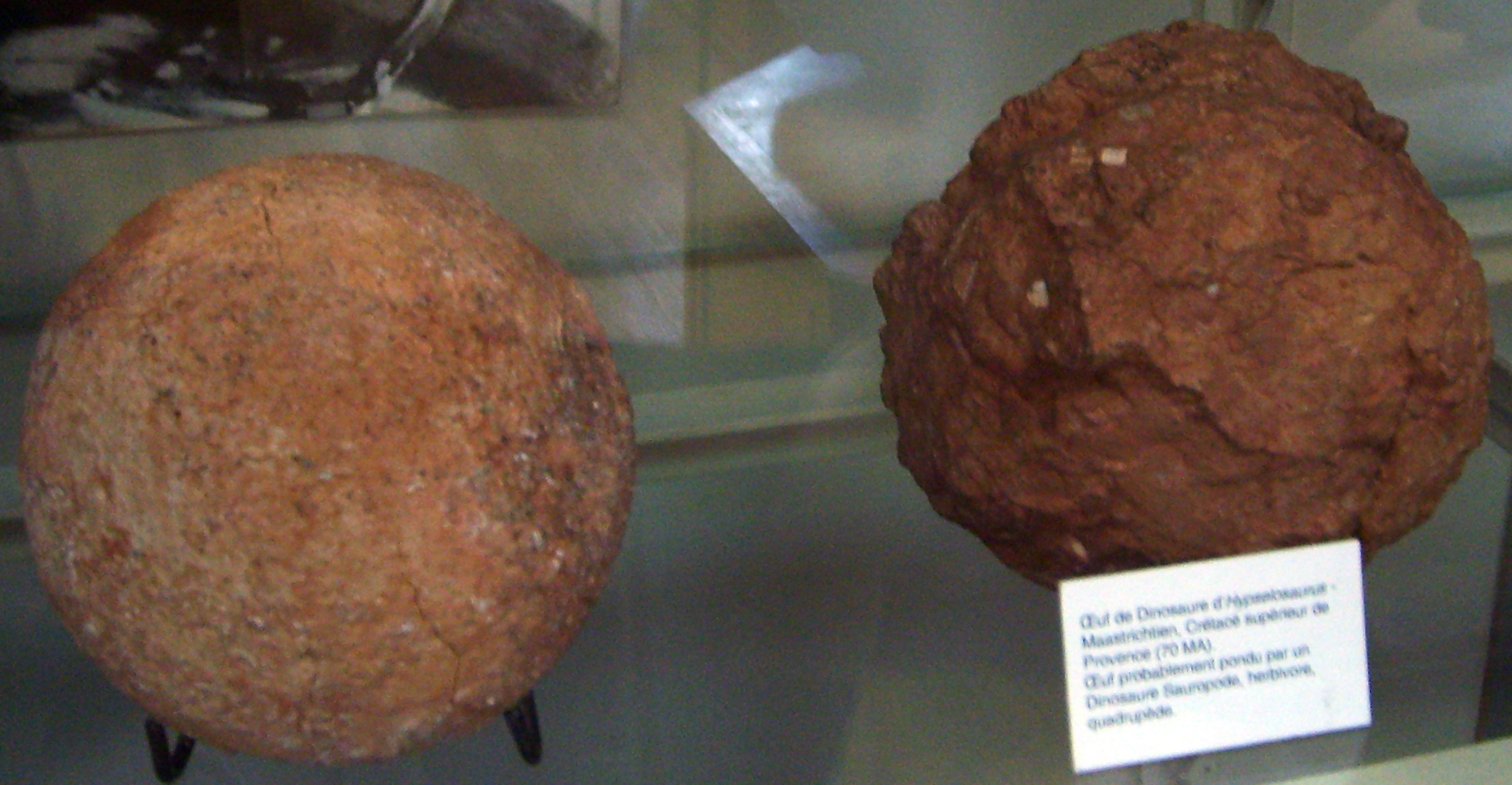
Ous d'hipselosaure, Muséum national d'histoire naturelle, París.

El hipselosaure (Hypselosaurus, "llangardaix alt") és un gènere representat per una única espècie de dinosaure sauròpode titanosàurid, que va viure a la fi del període Cretaci, fa aproximadament 70 milions d'anys, en el Maastrichtià, en el que avui és Europa.
Hypselosaurus va mesurar uns 9 metres de llarg i unes 10 tones de pes. L'hi coneix per 10 esquelets postcraniales, que mostren unes gruixudes potes posteriors, però de solament una cambra de la seva longitud, que ho diferencien d'altres titanosaures europeus. Igual que el saltasaure, va tenir recobriment de petits plaques òssies inserides en la seva gruixuda pell per defensar-se dels depredadors. D'aquest gènere, es coneixen ous fossilitzats d'uns 30 centímetres de diàmetre.
Hypselosaurus va ser descrit pel geòleg Felipe Matherton en 1869, en base de les restes fragmentàries de l'últim Cretaci de Provença, França.